# Portoryko na Letniej Uniwersjadzie 2007
Portoryko na Letniej Uniwersjadzie w Bangkoku reprezentowało 3 zawodników. Portorykańczycy zdobyli 1 medal (1 brązowy)

## Medale

### Brąz
- Javier Culson - lekkoatletyka, 400 metrów przez płotki